# Шулма (Нелазское сельское поселение)
Шулма — деревня в Череповецком районе Вологодской области. Административный центр Нелазского сельского поселения и Нелазского сельсовета.
Расстояние до районного центра Череповца по автодороге — 36 км. Ближайшие населённые пункты — Сойволовская, Плешаново, Рогач.
По переписи 2002 года население — 1156 человек (536 мужчин, 620 женщин). Преобладающая национальность — русские (98 %).